# Weck mich auf EP
Weck mich auf EP ist eine EP des Hamburger Rappers Samy Deluxe. Sie erschien am 10. September 2001 über das Label EMI. Der Titelsong ist ebenfalls auf dem ersten Soloalbum des Künstlers zu finden.

## Weck mich auf

### Inhalt
Der Titelsong ist sehr gesellschaftskritisch. Der Rapper thematisiert u. a. Ausländerhass und an Kindern begangene Sexualstraftaten, die nicht ausreichend bestraft werden, sowie korrupte Politikern, die die angesprochenen Probleme ignorieren. Außerdem wird die Perspektivlosigkeit der Jugend angesprochen, die durch Computerspiele und Drogenkonsum versucht, sich von ihren Sorgen abzulenken. Die Grundmelodie des Beats stammt vom bereits 1979 auf dem Album Eyes of the Universe von Barclay James Harvest veröffentlichten Lied The Song (They Love to Sing).

### Musikvideo
Das Video zum Song wurde komplett in schwarz-weiß gedreht, die dargestellten Szenen unterstützen den Inhalt des Liedes. Samy Deluxe geht durch eine Stadt und sieht unter anderem alkoholisierte und randalierende Leute sowie drogennehmende Kinder.
Das Video wurde in Berlin im Bezirk Marzahn gedreht, zwischen Mehrower Allee und Wuhletalstraße.

## Produktion
Der Titelsong Weck mich auf wurde von dem Hamburger Produzenten Sleepwalker produziert. Tropf, der Produzent von Dynamite Deluxe, steuerte mit Das Team und Sell Out Samy zwei Instrumentals bei. Das Lied 2 Rap 4 wurde von dem auch als Gastauftritt vertretenen Rapper Blak Twang produziert. Außerdem produzierte DJ Desue den Beat zu Sag mir was du siehst.

## Covergestaltung
Das EP-Cover ist in Grautönen gehalten. Es zeigt Samy Deluxe vor einer Häuserwand stehend, auf der sein Logo (ein S) zu sehen ist.

## Gastbeiträge
Der einzige Gastbeitrag auf der EP stammt von dem britischen Rapper Blak Twang, der auf dem Song 2 Rap 4 zu hören ist.

## Titelliste
| # | Titel                        | Gastmusiker | Produzent   | Länge |
| - | ---------------------------- | ----------- | ----------- | ----- |
| 1 | Weck mich auf                |             | Sleepwalker | 5:38  |
| 2 | Das Team                     |             | Tropf       | 3:49  |
| 3 | 2 Rap 4                      | Blak Twang  | Blak Twang  | 4:23  |
| 4 | Sag mir was du siehst        |             | DJ Desue    | 4:10  |
| 5 | Sell Out Samy                |             | Tropf       | 5:05  |
| 6 | Weck mich auf (Instrumental) |             | Sleepwalker | 5:36  |

## Chartplatzierungen und Auszeichnungen
Die EP stieg, unterstützt durch das zum Titelsong gedrehte Video, in der 39. Kalenderwoche des Jahres 2001 auf Platz 8 in die deutschen Singlecharts ein und stieg anschließend auf Position 7 und die Höchstplatzierung 4, auf der sie sich drei Wochen hielt, bevor Weck mich auf wieder auf Platz 8 fiel. Insgesamt konnte sich die Veröffentlichung 14 Wochen in den Top 100 halten.
Das Lied Weck mich auf erhielt im Jahr 2018 für mehr als 250.000 verkaufte Einheiten in Deutschland eine Goldene Schallplatte, womit es die kommerziell erfolgreichste Single des Rappers ist.

## Coverversion
In der Sendung Sing meinen Song – Das Tauschkonzert sang Xavier Naidoo 2016 eine Coverversion von Weck mich auf. Das Lied erreichte im Mai des Jahres Platz 69 der deutschen Singlecharts.